# Harald Mellerowicz

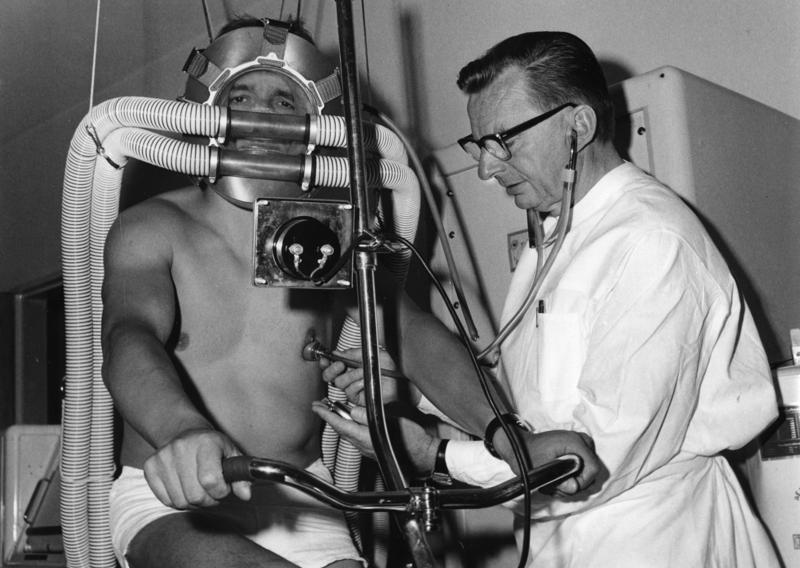
Mellerowicz führt ergometrische und spirometrische Leistungsmessungen bei einem Sportler durch.

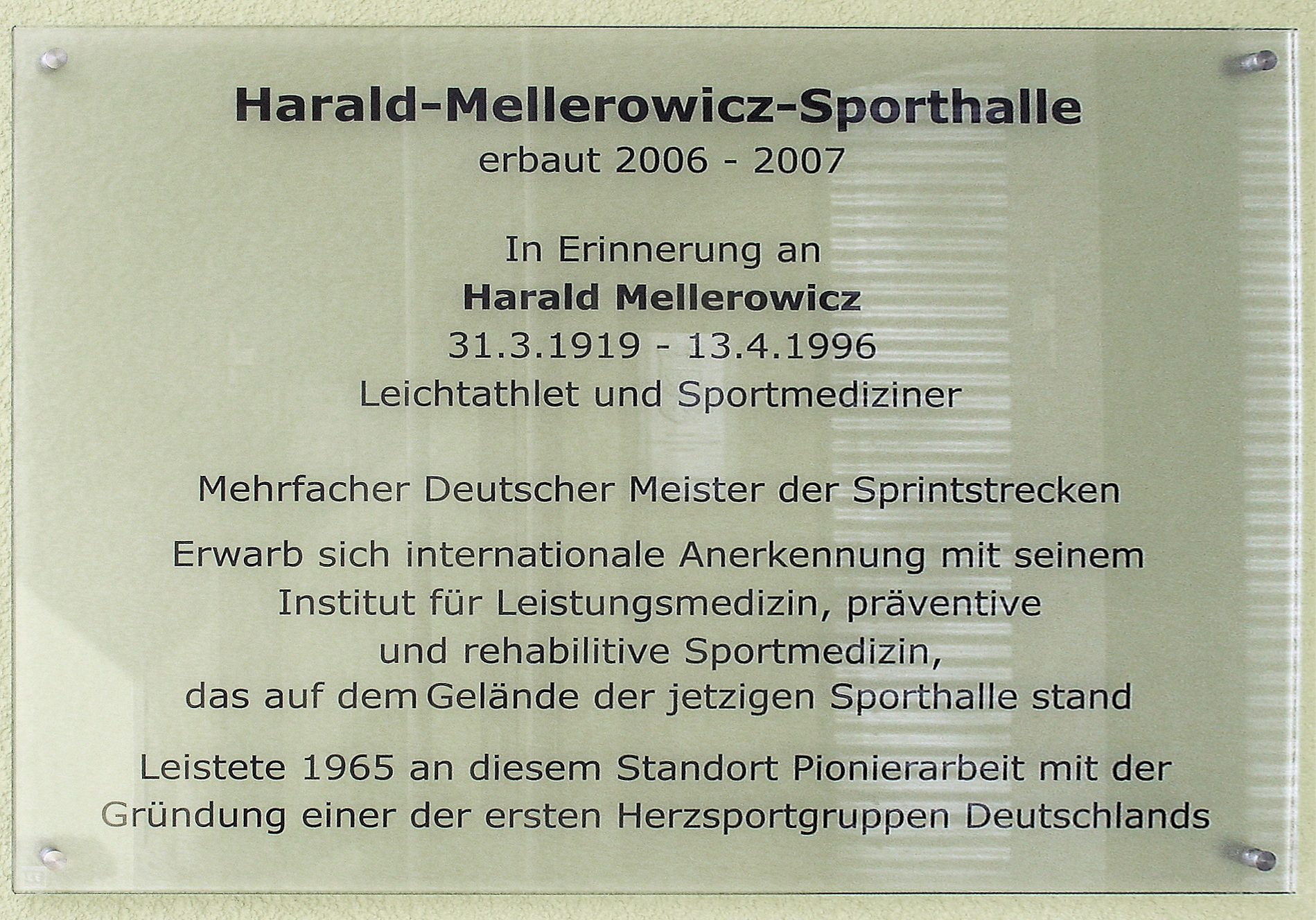
Gedenktafel in der Forckenbeckstr. 20 in Berlin-Schmargendorf

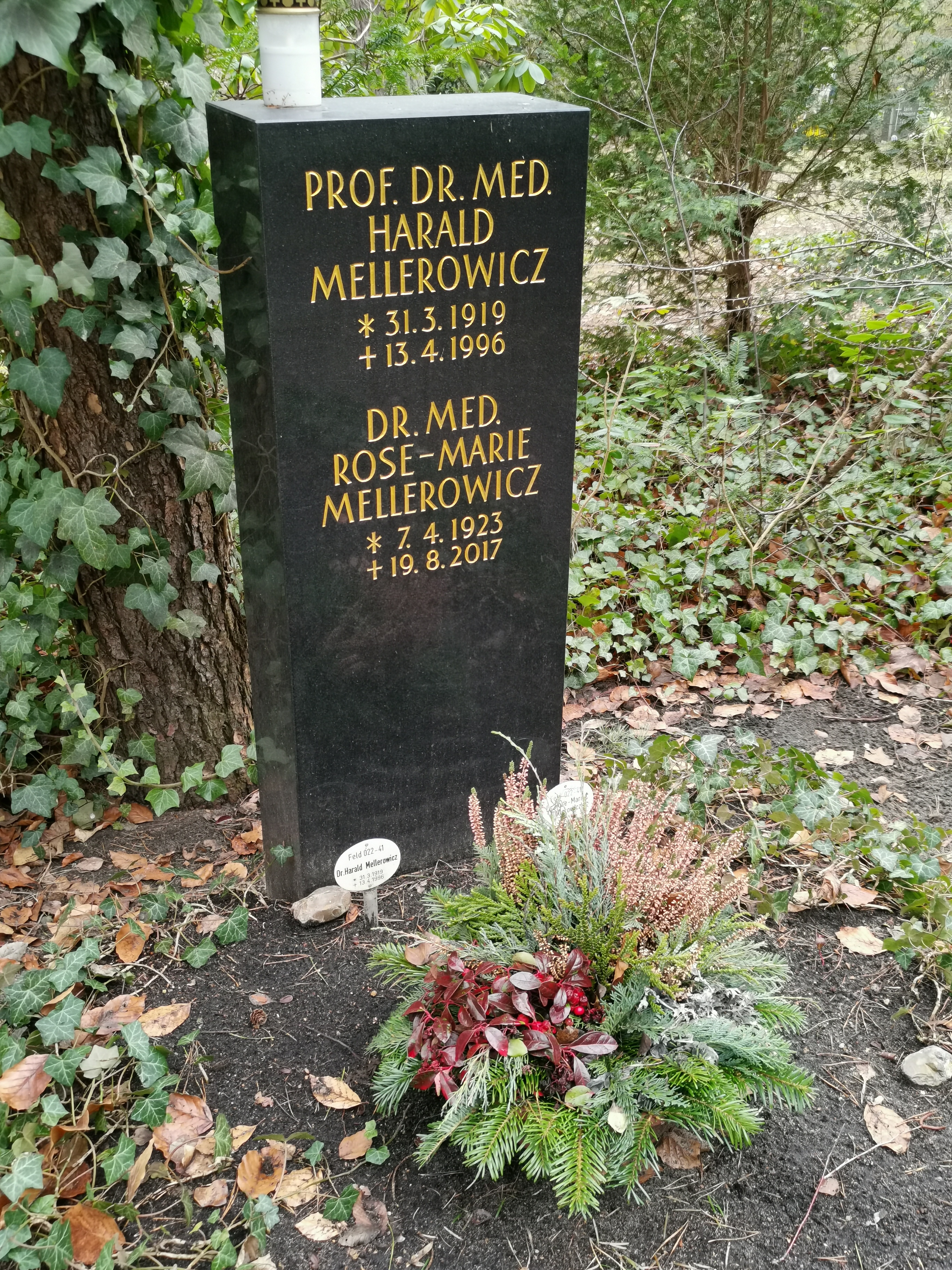
Grabstelle auf dem Waldfriedhof Zehlendorf in Berlin (Feld 22-41)

Harald Mellerowicz (geboren 31. März 1919 in Weinberg, Landkreis Liegnitz, Provinz Niederschlesien; gestorben 13. April 1996 in Berlin) war ein deutscher Sportmediziner, der in der Zeit des Nationalsozialismus mehrfacher deutscher Leichtathletikmeister war.

## Leben
Mellerowicz war der Sohn des Betriebswirtschaftlers Konrad Mellerowicz, der seit 1934 Ordinarius an der Handelshochschule Berlin war. Harald Mellerowicz studierte Medizin und wurde im Zweiten Weltkrieg Soldat der Luftwaffe. 1940 und 1942 wurde er deutscher Meister auf den Sprintstrecken.
Mellerowicz spezialisierte sich auf die Sportmedizin. Nach einer Tätigkeit als Leiter des Instituts für Leibeserziehung der Freien Universität Berlin gründete er 1963 das privatwirtschaftliche „Institut für Leistungsmedizin, präventive und rehabilitive Sportmedizin“. Im Deutschen Leichtathletik-Verband war er Vorsitzender des Leistungsrats. Mellerowicz war gesundheitspolitisch aktiv, forderte von der Politik Maßnahmen gegen den Bewegungsmangel und richtete 1965 eine der ersten Herzsportgruppen Deutschlands ein.
Dem Andenken an seinen Vater stiftete er den Konrad-Mellerowicz-Preis.
Harald Mellerowicz starb 1996 im Alter von 77 Jahren in Berlin. Sein Grab befindet sich auf dem Waldfriedhof Zehlendorf.

## Ehrungen
- Bundesverdienstkreuz 1. Klasse (23. September 1974)[2]
- Harald-Mellerowicz-Sporthalle in Charlottenburg-Wilmersdorf (2009)

## Sportliche Erfolge
- 1938: Deutscher Meister mit der 4 × 100-m-Staffel des OSC Berlin[3]
- 1939: Universitätsweltmeister mit der 4 × 100-m-Staffel
- 1940: Deutscher Meister über 100 m
- 1941: Deutscher Meister mit der 4 × 100-m-Staffel des Luftwaffen-Sportvereins Berlin
- 1942: Deutscher Meister über 100 m
- 1942: Deutscher Meister über 200 m

## Schriften
- Einführung in die Ergometrie für Arbeitsmediziner, Karlsruhe: IAS, 1986
- Gesundheit und Leistung, Berlin : Springer, 1985
- Training, Berlin : Springer, 1980
- Ergometrie in der Medizin, Berlin : Bosch, 1979